# Schlacht bei Schmidmühlen
Carpi – Chiari – Cremona – Kaiserswerth – Luzzara   – Santa Marta – Cádiz – Friedlingen – Vigo – Schmidmühlen – Bonn – Krottensee – Ekeren – Höchstädt – Speyerbach – Schellenberg – Gibraltar – Höchstädt – Vélez-Málaga – Marbella – Cassano – Barcelona – Sendlinger Mordweihnacht – Aidenbach – Calcinato – Ramillies – Turin – Castiglione – Santa Cruz de Tenerife – Almansa – Kap Béveziers – Toulon – Lizard Point – Lille – Oudenaarde – Gent – Malplaquet – Mons – Almenar – Saragossa – Syrakus – Villaviciosa – Rio de Janeiro – Denain – Barcelona
Die Schlacht bei Schmidmühlen fand während des Spanischen Erbfolgekrieges südlich von Amberg beim Ort Schmidmühlen statt. In ihr standen sich am 28. März 1703 kaiserliche und kurbayerische Truppen gegenüber. Die Schlacht endete mit einem Sieg der bayerischen Armee.
Der bayerische Kurfürst Maximilian II. Emanuel hatte gleich zu Beginn des Spanischen Erbfolgekrieges eine offensive Strategie verfolgt. Im Rahmen mehrerer Aktionen wurde dabei im Februar 1703 auch das Herzogtum Pfalz-Neuburg erobert. Zusammen mit seinen eigenen kurbayerischen Besitzungen in der Oberpfalz hatte er sich damit eine sehr gute Ausgangsbasis zur Bedrohung der Gebiete des fränkischen Reichskreises verschafft. Als eine kaiserliche Armee unter dem General Styrum von Westen her gegen Bayern vorging, schlossen sich deshalb die fränkischen Kreistruppen dieser Armee an. Gemeinsam wurde ein bayerischer Gegenangriff bei Dietfurt am 8. März 1703 zurückgeschlagen und dann am 17. März die kurbayerische Festung Neumarkt erobert. Nachdem das weitere Vorrücken nach Osten wieder aufgenommen worden war, wurde am 26. März noch das kurpfälzische Velburg befreit. In der Schlacht wurde der kaiserliche General-Feldmarschall Leutnant Markgraf Georg Friedrich von Brandenburg-Ansbach tödlich verwundet.
Inzwischen näherte sich jedoch der bayerische Kurfürst mit seiner Hauptarmee. Dieser hatte südöstlich von Passau eine gegen Niederbayern vorgehende kaiserliche Armee unter General Schlick geschlagen und rückte nun in Eilmärschen heran. Als sich die Truppen General Styrums dem bayerischen Vormarsch entgegenstellten, kam es zur Schlacht bei Schmidmühlen. Den dabei errungenen Sieg konnte der bayerische Kurfürst allerdings nicht nutzen, weil er sich wieder den Bedrohungen seines südlichen Herrschaftsgebietes zuwenden musste. Als Folge davon blieb der größte Teil der Oberpfalz weiterhin von kaiserlichen Truppen besetzt und die direkte Bedrohung des fränkischen Reichskreises war beseitigt.